# 基幹放送
基幹放送（きかんほうそう）は、放送の種別の一つである。
引用の促音の表記は原文と同一。「協会」とは日本放送協会の、「学園」とは放送大学学園の略。

## 定義
放送法第2条第2号に「電波法の規定により放送をする無線局に専ら又は優先的に割り当てられるものとされた周波数の電波を使用する放送」と定義している。
関連する定義として、
- 「衛星基幹放送」が同条第13号に「人工衛星の放送局を用いて行われる基幹放送」
- 「移動受信用地上基幹放送」が同条第14号に「自動車その他の陸上を移動するものに設置して使用し、又は携帯して使用するための受信設備により受信されることを目的とする基幹放送であつて、衛星基幹放送以外のもの」
- 「地上基幹放送」が同条第15号に「基幹放送であつて、衛星基幹放送及び移動受信用地上基幹放送以外のもの」

とある。
これらは、2011年（平成23年）6月30日に施行された改正放送法に定義されたものである。

## 概要
定義にみるとおり、無線通信による放送の内、放送専用又は優先的に使用される周波数の電波により実施されるもののことである。改正前の放送法においては、「放送」が「公衆によつて直接受信されることを目的とする無線通信の送信」と定義されていたが、この内の一般衛星放送以外のものに相当する。
原則として基幹放送では、放送局を保有するハード事業者とコンテンツを持つ（が放送局の免許を持たない）ソフト事業者を分離している。これは、基幹放送に参入する機会を多くすることを意図している。一方、従前からある地上波による放送、すなわち地上基幹放送では自ら地上基幹放送局を開設して参入することもできる。いわゆるハードとソフトの一致である。

## 種別

### 衛星基幹放送
放送衛星および東経110度通信衛星を使用する放送で、従前の特別衛星放送が相当する。後述の#放送対象地域による区分からみると全国放送をするものとされる。

### 移動受信用地上基幹放送
放送法改正前は移動受信用放送と呼ばれていたもので、改正時点では認定を受けていた事業者があったのみで実施されていなかった。地上アナログテレビ放送停波後のVHFを使用して携帯端末を対象に、民間事業者（協会または学園以外の事業者）が表のように実施するものとしている。
| 周波数帯   | 種別               | 放送対象地域       |
| ---------- | ------------------ | ------------------ |
| VHF-High帯 | マルチメディア放送 | 全国放送           |
| VHF-High帯 | テレビジョン放送   | 全国放送           |
| VHF-Low帯  | マルチメディア放送 | 広域放送・県域放送 |

### 地上基幹放送
従前から地上波により実施されていたラジオ放送とテレビジョン放送が相当する。自ら地上基幹放送局の免許を取得し地上基幹放送をする事業者は特定地上基幹放送事業者といい、すべてこの事業者により実施されている。
中波からUHFまで様々な周波数が用いられるので、その電波伝搬特性により放送対象地域も全世界から一市区町村を対象とするものまで様々のものがある。

### 区分
放送法第91条第2項により、総務大臣は基幹放送普及計画に「協会の放送、学園の放送又はその他の放送の区分、国内放送、国際放送、中継国際放送、 協会国際衛星放送又は内外放送の区分、中波放送、超短波放送、テレビジョン放送その他の放送の種類による区分その他の総務省令で定める基幹放送の区分」ごとに放送対象地域を定めるものとしている。この区分は、放送法施行規則別表第5号にある。
1.国内放送等の基幹放送の区分
(1) 国内放送
(2) 国際放送
(3) 中継国際放送
(4) 協会国際衛星放送
(5) 内外放送
2.地上基幹放送等の基幹放送の区分
(1) 地上基幹放送
(2) 衛星基幹放送
(3) 移動受信用地上基幹放送
3.送信の方式による基幹放送の区分
(1) デジタル放送
(2) デジタル放送以外の放送
4.料金による基幹放送の区分
(1) 有料放送
(2) 有料放送以外の放送
5.放送の種類による基幹放送の区分
(1) 中波放送
(2) 短波放送
(3) 超短波放送
(4) テレビジョン放送
　　ア　高精細度テレビジョン放送を含むテレビジョン放送
　　イ　標準テレビジョン放送
(5) マルチメディア放送
(6) 多重放送
　　ア　超短波音声多重放送
　　イ　超短波文字多重放送
(7) データ放送
6.放送事業者による基幹放送の区分
(1) 協会の放送
(2) 学園の放送
(3) (1)及び(2)以外の放送
7.放送番組による基幹放送の区分
(1) 総合放送
(2) 教育放送
(3) 大学教育放送
(4) 外国語放送
(5) 難視聴解消を目的とする放送
(6) 特定標準テレビジョン放送
(7) その他の放送
8.放送対象地域による基幹放送の区分
(1) 全国放送
(2) 広域放送
(3) 県域放送
(4) コミュニティ放送
(5) その他の放送
9.その他の基幹放送の区分
(1) 受信障害対策中継放送
(2) 臨時目的放送
(3) 試験放送
(4) 衛星試験放送
これらの区分は様々な組合せが考えられるが、電波の物理的性質から実現できないもの、需要が見込めず参入する事業者の無いものもある。

### 放送対象地域
放送法第91条第2項第2号に「総務省令で定める基幹放送の区分ごとの同一の放送番組の基幹放送を同時に受信できることが相当と認められる一定の区域」と規定している。これに基づき放送法施行規則別表第5号に#区分第8号のように区分しており、この区分毎に基幹放送普及計画で区域が規定され、具体的な周波数は告示基幹放送用周波数使用計画による。
詳細は放送対象地域を参照。

### 放送系
放送法第91条第2項第3号に「同一の放送番組の放送を同時に行うことのできる基幹放送局の総体」と規定し、基幹放送普及計画にその数（衛星基幹放送及び移動受信用地上基幹放送に係る放送対象地域にあつては、放送系により放送をすることのできる放送番組の数）の目標を定めるとしている。これは、放送対象地域ごとに、地上基幹放送については基幹放送事業者の数を、衛星基幹放送及び移動受信用地上基幹放送については認定基幹放送事業者の数の目標を定めることとなる。つまり、基幹放送事業に参入できる事業者数を規定するものである。

### 放送区域
基幹放送局の開設の根本的基準第2条第1項第15号に、「一の基幹放送局（人工衛星に開設するものを除く。）の放送に係る区域であつて、中波放送、超短波放送、テレビジョン放送、マルチメディア放送、超短波音声多重放送又は超短波文字多重放送を行う基幹放送局については、次に掲げる区域」と規定している。以下、周波数帯ごとの基幹放送局に対し規定が続く。
詳細は放送区域を参照。

### マスメディア集中排除原則
多くの者が表現の自由を享受できるようにするため、少数の者により複数の基幹放送事業者が支配されることが無いように、基幹放送の業務に係る特定役員及び支配関係の定義並びに表現の自由享有基準の特例に関する省令により出資は規制される。
詳細はマスメディア集中排除原則を参照。

### 外資規制
基幹放送が影響力の大きいメディアであることをかんがみ、基幹放送事業者、認定放送持株会社並びに基幹放送局提供事業者への外資規制が設けられている。
- 特定地上基幹放送事業者 - 外国人が業務を執行する役員に就任すること及び5分の1以上の議決権を保有することを制限（電波法第5条第4項）。
- 認定基幹放送事業者 - 外国人が業務を執行する役員に就任することを制限。認定地上基幹放送事業者にあっては、加えて5分の1以上の議決権を保有することを制限（放送法第93条第1項第6号）。
- 認定放送持株会社 - 外国人が業務を執行する役員に就任すること及び5分の1以上の議決権を保有することを制限（放送法第159条第2項第5号）
- 基幹放送局提供事業者 - 外国人が代表者に就任すること、役員のうち3分の1以上を占めること及び3分の1以上の議決権を保有することを制限（電波法第5条第1項、通常の無線局と同じ規制）。

これに抵触した特定地上基幹放送事業者または基幹放送局提供事業者に対して、総務大臣は改善命令や電波法第75条第1項に基づく無線局免許の取消しの処分を行わなければならない。但し無線局免許の残存期間中はその状況を勘案し、免許を取り消さないことができる（電波法第75条第2項）ため、抵触しても必ずしも取消しになるとは限らない（当然ながら、その状況下での免許更新はできない）。
同様に、これに抵触した認定基幹放送事業者または認定放送持株会社に対しては、総務大臣はその認定を取り消すことができる（放送法第104条、第166条第1項第1号）としている。
これらを防ぐための防衛措置として、外国人からの株式の名義書換請求を拒否することを認めている（放送法第116条、第125条、第161条）。
ただ実際には、2021年（令和3年）3月に発覚した東北新社の外資規制違反（詳細は東北新社#放送法違反問題を参照）にも見られるように、免許申請時及びその後における外国人の議決権比率の確認が十分に行われていない。このため電波監理審議会では、同年6月に総務省に対し審査体制の強化などを求める勧告を行っている。

## 適用除外
放送法第176条第1項には「この法律の規定は、受信障害対策中継放送、（中略）その他その役務の提供範囲、提供条件等に照らして受信者の利益及び放送の健全な発達を阻害するおそれがないものとして総務省令で定める放送については、適用しない。」とある。この総務省令は放送法施行規則のことで第214条第1項に規定しているが、基幹放送に関わるのは第1号の「電波法第4条の規定により開設に免許を要しない無線局を用いて行われる放送」である。